# Cat (یونیکس)

برنامه cat یک ابزار استاندارد یونیکس و یکی از دستورهای پایه‌ای و اصلی در سیستم‌عامل‌های شبه یونیکس می‌باشد که از آن می‌توان برای الحاق و چاپ کردن محتوای یک پرونده در خروجی استاندارد استفاده کرد. نام این دستور از واژهٔ catenate به معنای متصل کردن به هم گرفته شده‌است. این دستور فایلی را به صورت ترتیبی می‌خواند و سپس آن را به همان صورت در خروجی استاندارد چاپ می‌کند. همچنین می‌توان چند فایل را در خط فرمان مشخص کرد که در این صورت همه آن‌ها به ترتیب از چپ به راست خوانده شده و در خروجی استاندارد نوشته می‌شوند. اگر در خط فرمان فایلی مشخص نشده باشد یا یک (-) نوشته شده باشد، cat فایل را از ورودی استاندارد می‌خواند. اگر فایل مورد یک سوکت باشد، cat به آن متصل شده و آن را تا رسیدن به کاراکتر EOF می‌خواند.

## گزینه ها
گزینه‌های این دستور عبارتند از:
| نام گزینه | کاربرد |
| --------- | --- |
| ‎-b        | خطوط غیر تهی را شماره گذاری می‌کند.                                                                                                  |
| ‎-e        | کاراکترهای غیرقابل چاپ را هم نمایش می‌دهد. همینطور در پایان هر خط هم یک کاراکتر $ چاپ می‌شود.                                         |
| ‎-n        | تمام خطوط را شماره گذاری می‌کند و در خروجی چاپ می‌کند.                                                                                |
| ‎-u        | بافر خروجی را غیر فعال می‌کند. |
| ‎-t        | کاراکترهای غیرقابل چاپ را هم نمایش می‌دهد. کاراکتر تب به صورت ‎^I نمایش می‌یابد.                                                       |
| ‎-s        | اگر چند خط خالی پشت سر هم در ورودی وجود داشته باشد، آن‌ها را به یک خط خالی فشرده می‌کند و در خروجی چاپ می‌کند.                         |
| ‎-v        | کاراکترهای غیرقابل چاپ را هم نمایش می‌دهد. کاراکترهای کنترلی ctrl-x به صورت ‎-X نمایش می‌یابد. کاراکتر delete به صورت ‎^? نمایش می‌یابد. |

## استفاده
در حالت عادی و بدون استفاده از گزینه‌ها، این دستور محتوای پرونده را در خروجی استاندارد چاپ می‌کند:
```
$
 
cat
 
file

```

### کاربرد در وصل کردن چند پرونده به یکدیگر
از این نرم‌افزار می‌توان برای وصل کردن چند پرونده به یکدیگر استفاده کرد. این نرم‌افزار در چسباندن چند پروندهٔ صوتی، تصویری یا متنی به یکدیگر هیچ محدودیتی ندارد.
ترتیب پرونده‌ها در ترتیب وصل شدن آن‌ها به یکدیگر تأثیرگذار است. برای اینکار کافی است از دستور زیر استفاده شود.
```
$
 
cat
 
file1.fo
 
file2.fo
 
file3.fo>
 
newfile.fo

```